# Ангел Марин
Ангел Иванов Ма̀рин е български офицер, политик и 3-ти вицепрезидент на Република България в периода от 22 януари 2002 до 22 януари 2012 г.

## Биография

### Ранен живот
Роден е в гр. Батак, област Пазарджик на 8 януари 1942 г. Завършва гимназията в Девин през 1960 г. и 5-годишния курс по специалност „Земна артилерия“ в тогавашното Висше военно артилерийско училище в Шумен (сега: факултет на Националния военен университет „Васил Левски“), като придобива висше гражданско образование с квалификация „инженер по радиоелектронна техника“ (1965). По-късно завършва със златен медал 4-годишния курс на Военната артилерийска академия в Ленинград, СССР (1974 – 1978).

#### Военна кариера
От 1965 г. служи в ракетните войски на българската армия, като преминава през всички длъжности. От 1965 до 1970 г. е началник на разчет ДУ и насочване на ракетата в 6-а свободна батарея на 56-а ракетна бригада. Между 1970 и 1972 г. е началник на огнево отделение в 6-а свободна батарея на същата бригада. В периода 1972 – 1974 г. е командир на батареята. 
След като завършва военната академия е назначен за командир на 2-ри отделен ракетен дивизион на втора мотострелкова дивизия в Стара Загора до 1980. От 1980 до 1982 г. е командир на 41-ви артилерийски полк в Стара Загора. Между 1982 и 1987 г. е началник на ракетните войски и артилерията на 2-ра мотострелкова дивизия. В периода 1987 – 1990 г. е командващ ракетните войски и артилерията на трета армия.
През 1991 г. му е присвоено военното звание генерал-майор, като от 1990 г. е командващ на зенитно-ракетните войски и артилерия на сухопътните войски. Ръководи формированието и след реорганизирането му в управление през август 1996 г. до 16 март 1998 г., когато е освободен от длъжността и от военна служба, заради публичните си критики на политиката за присъединяване на страната към НАТО.

#### Президентски и вице-президентски избори, 2001 г.
На президентските избори през 2001 г. е избран за вицепрезидент на Република България в двойка с Георги Първанов.
| \| Кандидат-президент \| Кандидат-вицепрезидент \| Издигнати от \| Гласове I тур \| % I тур \| Гласове II тур \| % II тур \| \| ----------------------- \| ---------------------- \| ----------------------------- \| ------------- \| --------- \| -------------- \| --------- \| \| Петър Берон \| Стоян Андреев \| Съюз България \| 31 394 \| 1,11% \| \| \| \| Петър Стоянов \| Нели Куцкова \| инициативен комитет \| 991 680 \| 34,95% \| 1 731 676 \| 45,87% \| \| Богомил Бонев \| Атанас Железчев \| Гражданска партия на България \| 546 801 \| 19,27% \| \| \| \| Жорж Ганчев \| Веселин Бончев \| Блокът на Жорж Ганчев \| 95 481 \| 3,36% \| \| \| \| Георги Първанов \| Ангел Марин \| Коалиция за България \| 1 032 665 \| 36,39% \| 2 043 443 \| 54,13% \| \| Ренета Инджова \| Кръстю Илов \| Демократичен алианс \| 139 680 \| 4,92% \| \| \| \| Общо: \| Общо: \| Общо: \| 2 837 701 \| 2 837 701 \| 3 775 119 \| 3 775 119 \| \| десница и център левица \| \| \| \| \| \| \| |                        |                               |               |           |                |           |
| Кандидат-президент | Кандидат-вицепрезидент | Издигнати от                  | Гласове I тур | % I тур   | Гласове II тур | % II тур  |
| Петър Берон | Стоян Андреев          | Съюз България                 | 31 394        | 1,11%     |                |           |
| Петър Стоянов | Нели Куцкова           | инициативен комитет           | 991 680       | 34,95%    | 1 731 676      | 45,87%    |
| Богомил Бонев | Атанас Железчев        | Гражданска партия на България | 546 801       | 19,27%    |                |           |
| Жорж Ганчев | Веселин Бончев         | Блокът на Жорж Ганчев         | 95 481        | 3,36%     |                |           |
| Георги Първанов | Ангел Марин            | Коалиция за България          | 1 032 665     | 36,39%    | 2 043 443      | 54,13%    |
| Ренета Инджова | Кръстю Илов            | Демократичен алианс           | 139 680       | 4,92%     |                |           |
| Общо: | Общо:                  | Общо:                         | 2 837 701     | 2 837 701 | 3 775 119      | 3 775 119 |
| десница и център левица |                        |                               |               |           |                |           |

В деня в който окончателната му присъда е потвърдена (14 ноември 2001 г.), първият осъден действащ български народен представител (осъден за побой и изнудване) Цветелин Кънчев, който е и лидер на ромската организация Евророма, дава подкрепата си за Първанов на предстоящите президентски избори. Изказват се мнения че ще последва помилване за Кънчев ако Първанов бъде избран. Осъдилата Кънчев съдия и кандидат за вицепрезидент Нели Куцкова изпраща отворено писмо до Първанов, в което го обвинява заради това, че приема подкрепа от един престъпник и пита дали, ако бъде избран, няма да го помилва.. Във вестник „Демокрация“ излиза статия по случая със заглавие „Подкрепа за помилване?“.
През април 2005 г. Цветелин Кънчев е помилван от Ангел Марин. Има мнения, че помилването е за да може Кънчев да се кандидатира за депутат, въпреки че по това време присъдата е вече намалена на условна от съда и е спорно дали тя би била проблем. Според Марин, мотивът за помилването е доброто поведение на Кънчев в затвора.. Счита се, че помилването на Цветелин Кънчев от Марин е сделка между него и президента Георги Първанов за гласовете на ромската общност в България на президентските избори през октомври 2006 г.

#### Президентски и вицепрезидентски избори, 2006 г.
През 2006 г. Марин и Първанов са преизбрани за втори 5-годишен мандат.
| Резултати от президентските избори в България на 22/29 октомври 2006 година | Резултати от президентските избори в България на 22/29 октомври 2006 година | Резултати от президентските избори в България на 22/29 октомври 2006 година | Резултати от президентските избори в България на 22/29 октомври 2006 година | Резултати от президентските избори в България на 22/29 октомври 2006 година | Резултати от президентските избори в България на 22/29 октомври 2006 година | Резултати от президентските избори в България на 22/29 октомври 2006 година |
| --- | --------------------------------------------------------------------------- | --------------------------------------------------------------------------- | --------------------------------------------------------------------------- | --------------------------------------------------------------------------- | --------------------------------------------------------------------------- | --------------------------------------------------------------------------- |
| \| Кандидат-президент \| Кандидат-вицепрезидент \| Издигнати от: \| Гласове на I тур \| Процент гласове на I тур \| Гласове на II тур \| Процент гласове на II тур \| \| ------------------------------------ \| ---------------------- \| ------------------------------ \| ---------------- \| ------------------------ \| ----------------- \| ------------------------- \| \| Неделчо Беронов \| Юлиана Николова \| Инициативен комитет \| 271 078 \| 9,753% \| \| \| \| Любен Петров \| Нели Топалова \| Инициативен комитет \| 13 854 \| 0,498% \| \| \| \| Георги Първанов \| Ангел Марин \| Инициативен комитет \| 1 780 119 \| 64,047% \| 2 050 488 \| 75,948% \| \| Григор Велев \| Йордан Мутафчиев \| Целокупна България \| 19 857 \| 0,714% \| \| \| \| Петър Берон \| Стела Банкова \| Инициативен комитет \| 21 812 \| 0,785% \| \| \| \| Волен Сидеров \| Павел Шопов \| ПП „Атака“ \| 597 175 \| 21,486% \| 649 387 \| 24,052% \| \| Георги Марков \| Мария Иванова \| Ред, законност и справедливост \| 75 478 \| 2,716% \| \| \| \| Общо: \| Общо: \| Общо: \| 2 779 373 \| 2 779 373 \| 2 699 875 \| 2 699 875 \| \| Десница и център Крайно дясно Левица \| \| \| \| \| \| \| |                                                                             |                                                                             |                                                                             |                                                                             |                                                                             |                                                                             |
| Кандидат-президент | Кандидат-вицепрезидент                                                      | Издигнати от:                                                               | Гласове на I тур                                                            | Процент гласове на I тур                                                    | Гласове на II тур                                                           | Процент гласове на II тур                                                   |
| Неделчо Беронов | Юлиана Николова                                                             | Инициативен комитет                                                         | 271 078                                                                     | 9,753%                                                                      |                                                                             |                                                                             |
| Любен Петров | Нели Топалова                                                               | Инициативен комитет                                                         | 13 854                                                                      | 0,498%                                                                      |                                                                             |                                                                             |
| Георги Първанов | Ангел Марин                                                                 | Инициативен комитет                                                         | 1 780 119                                                                   | 64,047%                                                                     | 2 050 488                                                                   | 75,948%                                                                     |
| Григор Велев | Йордан Мутафчиев                                                            | Целокупна България                                                          | 19 857                                                                      | 0,714%                                                                      |                                                                             |                                                                             |
| Петър Берон | Стела Банкова                                                               | Инициативен комитет                                                         | 21 812                                                                      | 0,785%                                                                      |                                                                             |                                                                             |
| Волен Сидеров | Павел Шопов                                                                 | ПП „Атака“                                                                  | 597 175                                                                     | 21,486%                                                                     | 649 387                                                                     | 24,052%                                                                     |
| Георги Марков | Мария Иванова                                                               | Ред, законност и справедливост                                              | 75 478                                                                      | 2,716%                                                                      |                                                                             |                                                                             |
| Общо: | Общо:                                                                       | Общо:                                                                       | 2 779 373                                                                   | 2 779 373                                                                   | 2 699 875                                                                   | 2 699 875                                                                   |
| Десница и център Крайно дясно Левица |                                                                             |                                                                             |                                                                             |                                                                             |                                                                             |                                                                             |

По време на двата си мандата Марин помилва 533 души и отказва помилване на 8628 души.
На 9 декември 2011 г. о.р. генерал-майор Ангел Марин е награден с орден „Стара планина“ първа степен с мечове за изключително големите му заслуги към Република България.
Ангел Марин умира на 18 март 2024 г. на 82 годишна възраст.

## Образование
- Гимназия в Девин (1960)
- Висше военно артилерийско училище (1960 – 1965)
- Военната артилерийска академия, Санкт Петербург (1974 – 1978)

## Военни звания
- лейтенант-инженер (1965)
- старши лейтенант-инженер (1968)
- лейтенант-инженер (1969)
- старши лейтенант-инженер (1970)
- капитан-инженер (1973)
- майор-инженер (1978)
- подполковник-инженер (1983)
- полковник-инженер (1988)
- генерал-майор инженер (1991)

## Награди и отличия
- Медал „За безупречна служба“ – III ст.
- „1300 години България“

На 10 януари 2012 г. Ангел Марин е награден от президента Георги Първанов с Орден Стара планина – първа степен с мечове за изключително големи заслуги към България. Предложението за награждаването му е издигнато от 11 неправителствени организации и одобрено от Министерския съвет на България на 7 декември 2011 г.
След остри реплики от страна на премиера Бойко Борисов, въпреки че одобрението за самото награждаване идва с негов подпис, и несъгласие с мотивите за награждаването, Ангел Марин връща ордена на 13 януари 2012 г.

## Семейство
До смъртта си Марин е женен за Станка Марина. Те имат син и дъщеря на име Симеон и Стояна, както и двама внуци. Единият му внук е кръстен на него.

## Други
- Ангел Марин е удостоен със званието почетен гражданин на гр. Батак и гр. Смоленск
- Автор е на книгата „Последната война“.

## Цитирана литература